# 7 км (пост)
Пост 7 км — колійний пост Київського залізничного вузла Гребінківського напрямку Київської дирекції залізничних перевезень Південно-Західної залізниці. Код посту у ЄСР 322568.
Розташований на території Дніпровського району міста Києва, Микільське лісництво.
Пост розміщується між зупинним пунктом Лісництво (відстань — 0,1 км) та станцією Імені Георгія Кірпи (відстань — 3 км). Розташований в місці сходження колій напрямку Дарниця — Яготин та з'єднувальної колії з лінією Дарниця — Ніжин.
Відстань до станції Київ-Пасажирський — 21 км.

## Особливості
Пасажирських посадочних платформ не має, відтак не має пасажирського та вантажного значення.